# توبياس هيسين
غلين توبياس هيسين (بالسويدية: Glenn Tobias Hysén) (مواليد 9 مارس 1982 في غوتنبرغ، السويد) لاعب كرة قدم سويدي يجيد اللعب في مركز الجناح الأيسر والمهاجم ويلعب حاليا في غوتبورغ السويدي منذ 2007. وهو ابن اللاعب ومدير الكرة غلين هيسين.

## روابط خارجية
- توبياس هيسين على موقع الاتحاد الدولي (مؤرشف)  (الإنجليزية)
- توبياس هيسين على موقع الاتحاد الأوربي (الإنجليزية)
- توبياس هيسين على موقع اتحاد السويد (السويدية)
- توبياس هيسين على موقع قاعدة بيانات كرة القدم.إي يو (الإنجليزية)
- توبياس هيسين على موقع ناشيونال فوتبول تيمز (الإنجليزية)
- توبياس هيسين على موقع Soccerbase.com (لاعب) (الإنجليزية)
- توبياس هيسين على موقع Soccerway.com (الإنجليزية)
- توبياس هيسين على موقع عالم كرة القدم.نت (الإنجليزية)